# Lingle, Wyoming
Lingle är en småstad (town) i Goshen County i östra Wyoming i USA. Staden hade 468 invånare vid 2010 års folkräkning.

## Geografi
Staden ligger strax norr om North Platte River, ungefär 10 kilometer nordväst om countyts huvudort Torrington.

## Kultur och sevärdheter
Vid U.S. Route 26 8 km väster om Lingle på vägen mot Fort Laramie ligger Western History Center, som under sommarhalvåret har öppet med lokalhistoriska utställningar om östra Wyomings arkeologi, paleontologi och historia. Den permanenta utställningen inkluderar en avdelning om diligenslinjen mellan Cheyenne och Deadwood och visar även arkeologiska fynd från trakten. Centret arrangerar även guidningar av utgrävningsplatser i regionen.

## Kommunikationer
I Lingle möts den öst-västliga landsvägen U.S. Route 26 och den nord-sydliga U.S. Route 85. Genom staden går BNSF:s järnvägslinje, som huvudsakligen trafikeras av tyngre godstrafik.